# Trevor Peacock
Trevor Edward Peacock, född 19 maj 1931 i Edmonton i Enfield i London, död 8 mars 2021, var en brittisk skådespelare och manusförfattare som är mest känd för rollen som Jim Trott i sitcomserien Ett herrans liv.
Peacock var gift två gånger och fick totalt fyra barn, varav sönerna Daniel och Harry som också är skådespelare.